# Министерство транспорта США
Министерство транспорта США (англ. United States Department of Transportation, DOT) — центральный орган государственного управления США в области транспорта. До 2003 года в функции министерства также входило обеспечение безопасности на транспорте. Основано актом Конгресса 15 октября 1966 года, начало деятельность 1 апреля 1967 года. Возглавляется министром транспорта.

## История
До Министерства транспорта его функции выполняло Министерство торговли США. В 1965 году Наджиб Халаби, администратор Федерального авиационного агентства — будущего Федерального управления гражданской авиации США (FAA) — предложил президенту США Линдону Б. Джонсону возвести транспорт до уровня кабинета министров, а FAA включить в DOT. Идея создания министерства транспорта была впервые предложена бывшим президентом Вудро Вильсоном в 1921—1922 годах.
Именно это министерство правительства США приняло в 2002 году Homeland Security Act (Акт о безопасности Родины, PL 107—296), как реакцию на события 11 сентября 2001 года.
Как следствие, в 2003 году Администрация безопасности на транспорте была передана под управление министерства внутренней безопасности США. Туда же была передана служба Береговой охраны США.
Штаб-квартира — Вашингтон (округ Колумбия), 1200 New Jersey Avenue SE. 58 622 сотрудников. Годовой бюджет — $58 млрд.
Руководство: министр транспорта с 2025 года — Шон Даффи (англ. Sean Duffy, род. 1971), заместитель — вакансия.